# 菲律宾的巴洛克教堂
菲律賓的巴洛克教堂（Baroque Churches of the Philippines）為菲律賓在西班牙殖民時期（西元1565－1898年）興建的四座天主教教堂之集合，包含位於呂宋島的聖奧古斯丁聖母無染原罪教堂、聖母升天教堂、聖奧古斯丁教堂，以及位於班乃島的比利亞努埃瓦的聖托馬斯教堂。1993年「菲律賓的巴洛克教堂」獲得世界遺產委員會通過，成為菲律賓第1個文化遺產。

## 簡介

### 歷史背景
有多樣的因素使得菲律賓的建築，特別是教堂建築中呈現巴洛克藝術的元素。在西班牙超過300年的殖民時期（西元1565－1898年），西班牙傳教士在菲律賓不僅傳播他們的宗教信仰，並且帶來它們的建築概念。西班牙人希望建立可長可久的教堂以證明天主的力量，認為原本菲律賓當地的建築結構，並不適合來建造禮拜場所。
由於大多數西班牙傳教士沒有建築或工程方面的背景，因此邀請菲律賓人與當地的中國移民一起參與教堂設計與建設。於是，在菲律賓的天主教教堂融合了西班牙與亞洲的設計風格，採用因地制宜的建材，並考量火災與地震等自然災害而產生防災需求，構成菲律賓獨特的「地震巴洛克」（Earthquake Baroque）設計風格。
這四座菲律賓的巴洛克式教堂，因其重要的文化意義和對菲律賓後來建築設計的影響，而被列為世界遺產。教堂表現出某些「堡壘巴洛克式」（Fortress Baroque）的特徵，如厚實的牆壁和高聳的外牆，以保護免受盜匪和自然災害的侵害。這四座教堂在精美的肖像畫和介紹基督生平故事的繪畫中，將西班牙傳統天主教的價值觀與島嶼元素融合在一起，例如教堂牆壁上的紋路裝飾，以當地盛產的棕櫚之葉片為圖案，以及穿著當地傳統服裝的主保聖人，出現在壁畫中描繪聖經故事的場景。
另外，繁複的裝飾圖案反映了菲律賓人對美學的態度，即留白恐懼，或稱為對空曠空間的恐懼。教堂的裝飾明顯是要將所有的空白填滿，使用包括西方世界及傳統的菲律賓元素。

### 聖奧古斯丁聖母無染原罪教堂

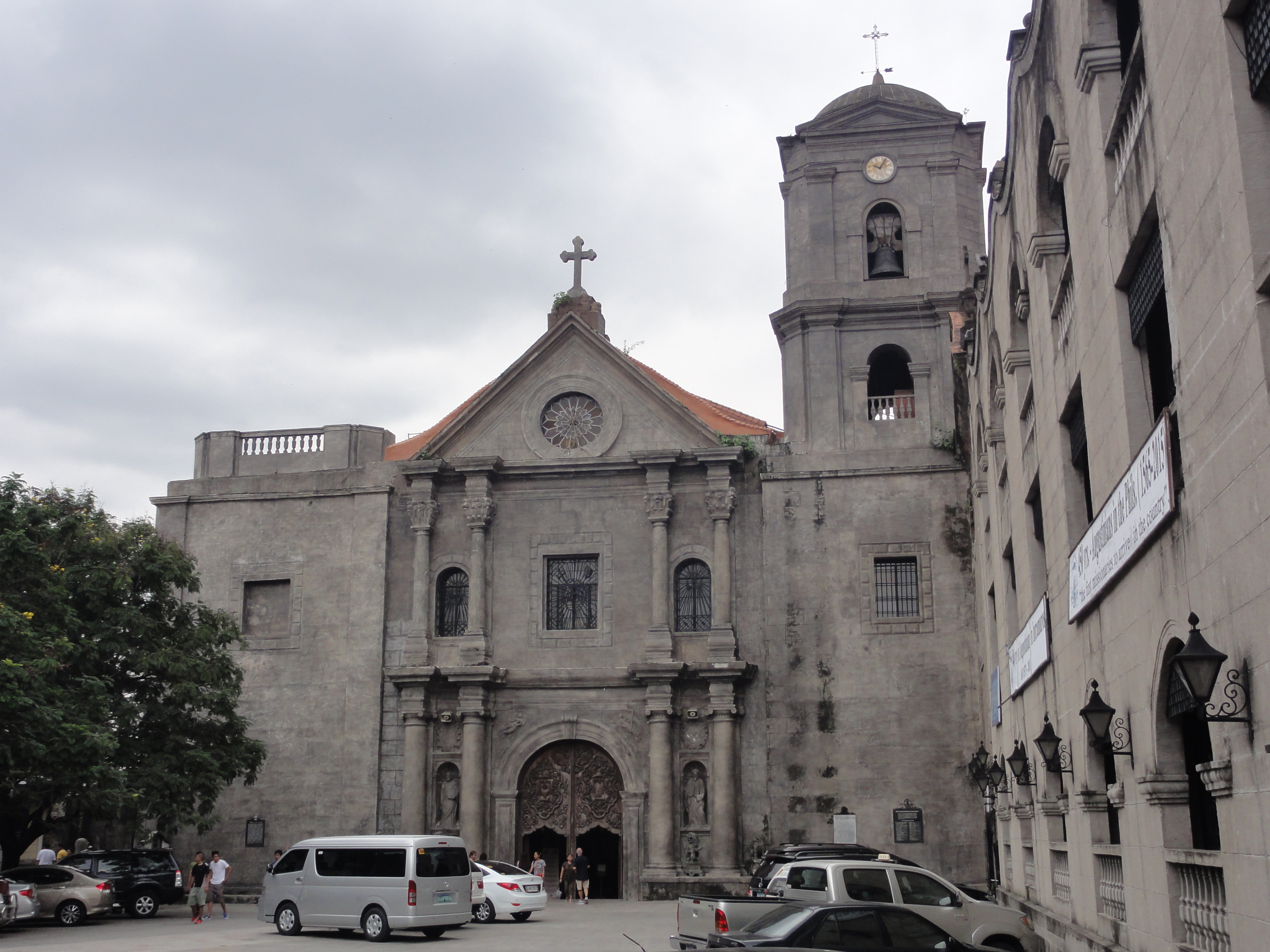
聖奧古斯丁聖母無染原罪教堂，位於馬尼拉（又稱聖奧斯定堂）

聖奧古斯丁聖母無染原罪教堂（Church of the Immaculate Conception of San Agustín）又稱聖奧斯定堂，位於馬尼拉王城區，為菲律賓現存最古老的石造教堂建築，也是遠東地區歷史最悠久的天主教會:62。
聖奧斯定堂最早於1571年西班牙征服馬尼拉後不久建造，為呂宋島的第一座教堂。隸屬於聖奧古斯丁修道會，為菲律賓第一個傳播福音之處。最先教堂由木材與棕櫚葉搭建，但兩度毀於大火。1586年開始興建由石材砌成之教堂和修道院，於1604年完工，1607年啟用:40。
教堂內裝飾華麗，包含祭壇、講壇與唱詩班席位。教堂還融入東方文化的元素，在建築物入口的兩側各有兩座石獅子。聖奧斯定堂的拱廊、石塊上的浮雕，以及教堂內部的天花板和牆壁上的繪畫、迴廊和中庭花園均為其特色。石造的桶形拱頂、圓頂，以及拱形前庭的樣式在菲律賓無其他建築有此風格，其採用當地植物形狀的裝飾。教堂內部裝飾的藝術品年代可追溯至19世紀，包括義大利畫家切薩雷·阿爾貝羅尼（義大利語：Cesare Alberoni）與喬凡尼·迪貝拉（義大利語：Giovanni Dibella）的錯視畫，但其覆蓋住較早繪製的蛋彩畫壁畫:85。另外教堂內有18世紀的管風琴、19世紀的水晶吊燈。
這座教堂是王城區中唯一在1945年馬尼拉戰役後倖存下來的建築。側邊的小聖堂中安葬西班牙人米格爾·洛佩斯·德萊加斯皮，他是馬尼拉城的創建者:43-47。

### 聖母升天教堂（聖瑪利亞市）
聖母升天教堂（Church of Nuestra Señora de la Asunción, Santa Maria）俗稱聖瑪利亞教堂（Santa Maria Church），位於南伊羅戈省的聖瑪麗亞市，約建造於1765年。與菲律賓常見位於城鎮中心之教堂的不同處，聖瑪利亞教堂與其修道院在一座被城牆包圍的小山上，像座城堡般居高臨下，俯瞰全城。1896年菲律賓革命期間，聖瑪利亞教堂被作為要塞使用，為當地民眾反抗西班牙殖民統治的據點。

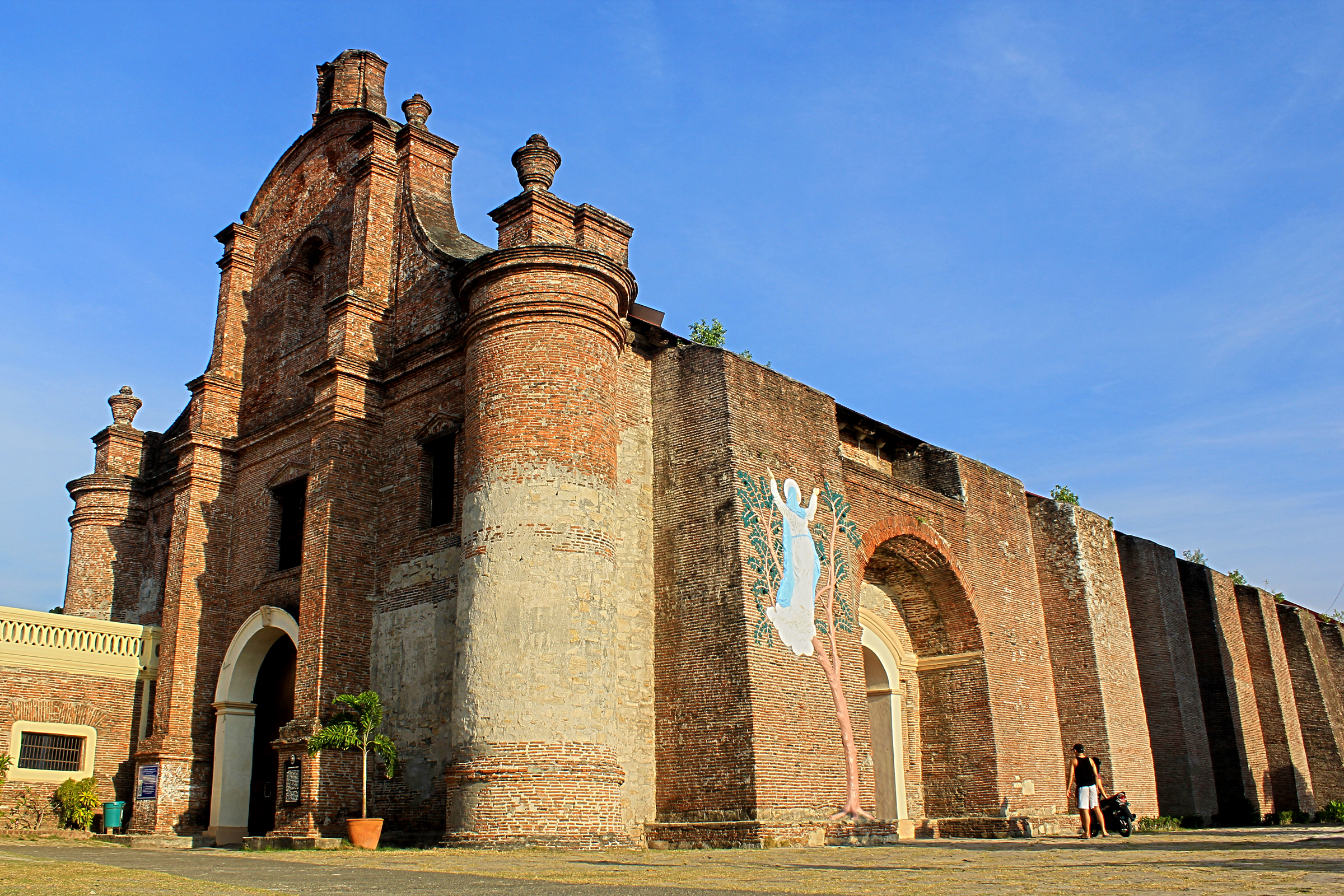
聖母升天教堂，位於聖瑪利亞市（俗稱聖瑪利亞教堂）

教堂中殿的位置平行於教堂的外牆，巨大的外牆內為一座長矩形的建築，教堂為磚造，其建於堅固的木平台上，以防止受到地震破壞。牆壁上無裝飾，但其有堅固的支柱與有華麗雕飾的側門。教堂外有一座八角形五層鐘塔，建於1810年，其結構類似中式佛塔。教堂對面還設有修道院。

### 聖奧古斯丁教堂（抱威市）
聖奧古斯丁教堂（Church of San Agustín, Paoay）俗稱抱威教堂（Paoay Church），位於北伊羅戈省的抱威市，由1694年開始建造，在1702年~1710年之間完成。抱威教堂為地震巴洛克式建築挑戰自然環境的重要建築範例，其融合了哥德式、巴洛克式和東方設計三種建築風格。教堂中殿兩邊與後方共有24根的石柱做支撐，石柱厚約1.67公尺。這些石柱皆以渦捲形裝飾，頂端並有小尖塔作為裝飾，兩邊側牆都有如抱鼓石之凸出設計，目的為增強建築結構的穩定性，以作為防震之用。

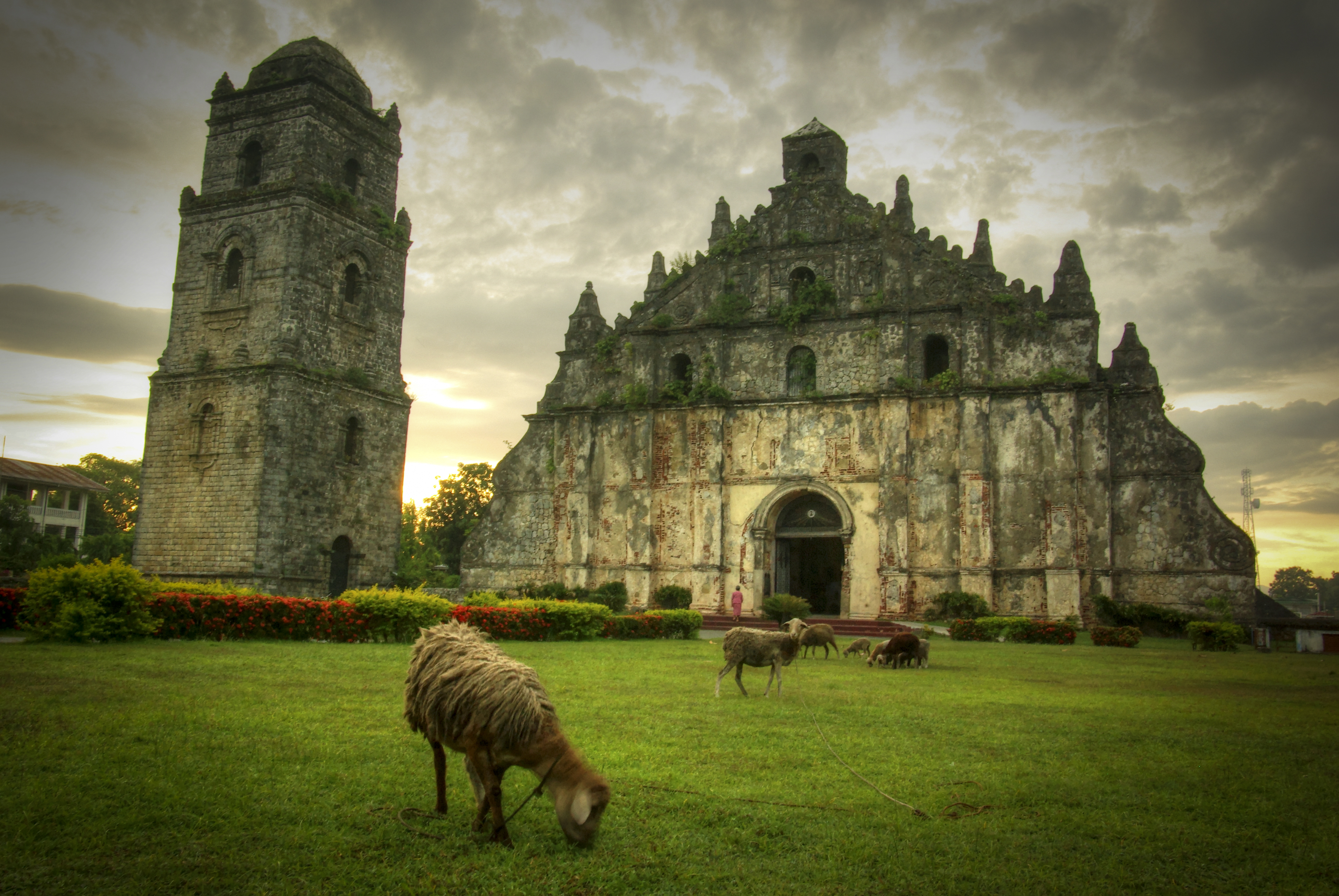
聖奧古斯丁教堂，位於抱威市（俗稱抱威教堂）

教堂的外牆是由珊瑚石和磚砌而成，並由用甘蔗汁，芒果葉和稻草等材料製成的砂漿作為黏著劑。牆上裝飾有玫瑰花和其他花卉圖案，其風格常見於爪哇神廟。與外牆華麗的裝飾相比，內部顯得空曠而莊重。教堂的內部屋頂最初有粉刷，但如今只顯示在天花板上曾有有裝飾圖案。
採用珊瑚石為材料的巨大鐘樓，於教堂建成後約半個世紀建造的，它與教堂保持一定距離，以防止當地震時可能造成的破壞。鐘樓下層寬大、往上逐漸縮小的結構凸顯出了東方風格，這樣的結構設計常見於東方的寶塔。在菲律賓革命與二戰期間，這座鐘樓被作為駐軍的哨所。

### 比利亞努埃瓦的聖托馬斯教堂
比利亞努埃瓦的聖托馬斯教堂（Church of Santo Tomás de Villanueva）俗稱米亞高教堂（Miagao Church），位於伊洛伊洛省的米亞高市。該教堂建於1787年~1797年之間，也被稱作是米亞高堡壘，其位於米亞高市的最高點，為作戰時的防禦要塞。米亞高教堂為菲律賓要塞巴洛克式建築的著名案例。

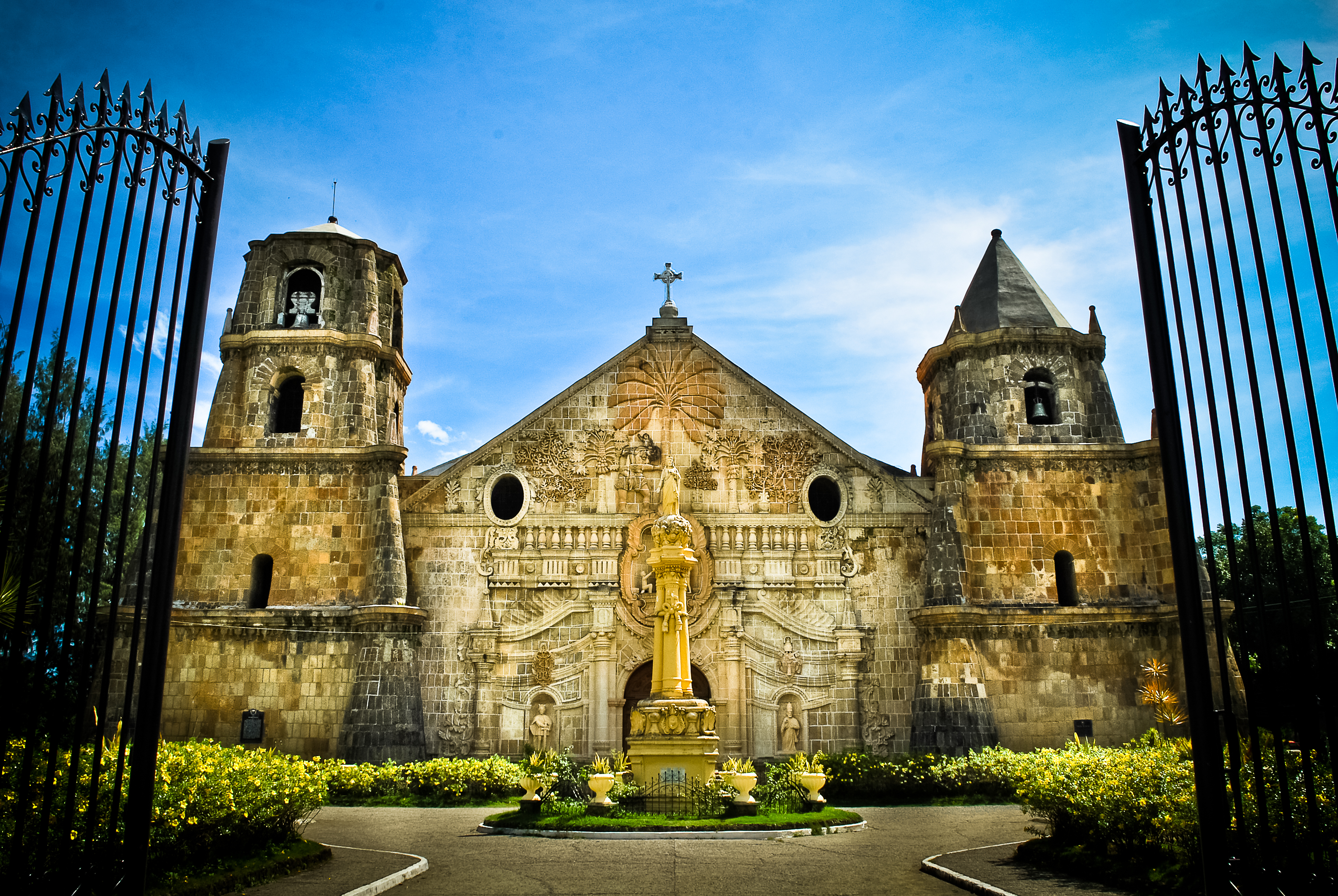
比利亞努埃瓦的聖托馬斯教堂，位於米亞高市（俗稱米亞高教堂）

教堂正面外牆上有華麗的裝飾，上有聖克里斯多福的塑像，聖克里斯多福身上穿着菲律賓當地傳統服飾，背上背著化身為兒童的耶穌，手握在椰子樹上作為支撐。中堂兩側各有一座鐘樓，造型並不一致，分別由不同的司鐸在不同時期所設計。教堂內推測在18世紀時有一座祭壇，當時因失火而毀壞，1982年時依原樣式重建。祭壇上有巴洛克風格的裝飾，中間為十字架，左右側為比利亞努埃瓦的聖托馬斯與聖若瑟。

## 世界遺產登錄
1993年7月至8月，第17屆「世界遺產委員會」會議於哥倫比亞卡塔赫納召開，由菲律賓申報的項目「菲律賓的巴洛克教堂」經大會通過，成為菲律賓第1個文化遺產，「菲律賓的巴洛克教堂」包含聖奧古斯丁聖母無染原罪教堂、聖母升天教堂（聖瑪利亞市）、聖奧古斯丁教堂（抱威市），以及比利亞努埃瓦的聖托馬斯教堂四個項目。在2013年，聖奧古斯丁聖母無染原罪教堂的緩衝範圍有做小幅度變更，世界遺產編號由677改為677bis。
该世界遗产被认为满足世界遺產登錄基準中的以下基準而予以登錄：
- （ii）在某期间或某种文化圈里对建筑、技术、纪念性艺术、城镇规划、景观设计之发展有巨大影响，促进人类价值的交流。
- （iv）关于呈现人类历史重要阶段的建筑类型，或者建筑及技术的组合，或者景观上的卓越典范。

「菲律賓的巴洛克教堂」四個項目如下所示：
| 世界遺產編號 | 名稱                       | 所在地                         | 保護範圍 | 緩衝範圍   |
| ------------ | -------------------------- | ------------------------------ | -------- | ---------- |
| 677bis-001   | 聖奧古斯丁聖母無染原罪教堂 | 14°35'19.478"N 120°58'30.475"E | 2.43公頃 | 106.13公頃 |
| 677bis-002   | 聖母升天教堂（聖瑪利亞市） | 17°22'8.6"N 120°28'51.836"E    | 2.36公頃 | 26.83公頃  |
| 677bis-003   | 聖奧古斯丁教堂（抱威市）   | 18°3'41.512"N 120°31'17.5913"E | 2.1公頃  | 13.86公頃  |
| 677bis-004   | 比利亞努埃瓦的聖托馬斯教堂 | 10°38'30.869"N 122°14'7.379"E  | 0.92公頃 | 29.94公頃  |